# Towarzystwo Polskiego Żałobnego Krzyża
Towarzystwo Polskiego Żałobnego Krzyża – organizacja w II Rzeczypospolitej.

## Historia
Po odzyskaniu przez Polskę niepodległości (1918) obowiązki opieki nad grobami wojennymi władze Rzeczypospolitej przekazały Ministerstwu Spraw Wojskowych, a potem Ministerstwu Robót Publicznych, po czym wypełniały je Okręgowe Dyrekcje Robót Publicznych w poszczególnych województwach. Później powstało stowarzyszenie Towarzystwo Polskiego Żałobnego Krzyża, które w 1925 zostało przekształcone w Polskie Towarzystwo Opieki nad Grobami Bohaterów.
Stowarzyszenie Towarzystwo Polskiego Żałobnego Krzyża działało na rzecz utrzymywania i kultywowania pamięci o poległych w walkach o niepodległość Polski. Towarzystwo prowadziło zbiórki funduszy na rzecz utrzymania i odnowy cmentarzy i grobów bohaterów.

## Struktura organizacyjna

### Zarząd Główny
22 kwietnia 1923 w Warszawie odbyło się Walne Zgromadzenie Zarząd Głównego Towarzystwa Polskiego Żałobnego Krzyża.

#### Oddział we Lwowie
W maju 1922 rozpoczął działalność oddział Towarzystwa Polskiego Żałobnego Krzyża w Małopolsce Wschodniej, który początkowo obejmował obszar trzech województw: lwowskiego, stanisławowskiego i tarnopolskiego (rozdziału agend na województwa dokonano około 1925). W strukturze tegoż funkcjonowały komitety lokalne. Organizacja zajmowała się opieką nad grobami bohaterów, upowszechnianiem wiedzy, kwestami na rzecz grobownictwa.
W 1922, 1924, 1924 funkcję prezesa wydziału Towarzystwo Polskiego Żałobnego Krzyża dla okręgu lwowskiego pełniła Katarzyna Jędrzejewska (żona Władysława Jędrzejewskiego). 
W wyniku przekształcenia całego Towarzystwa z 1925 organizacji powstał Oddział Wojewódzki we Lwowie Polskiego Towarzystwa Opieki nad Grobami Bohaterów.

## Kontynuacja
Kontynuatorem tradycji Polskiego Żałobnego Krzyża – Towarzystwa Opieki nad Grobami Bohaterów jest Polski Czarny Krzyż Towarzystwo Opieki nad Cmentarzami Wojennymi.